# 정통마르크스주의
정통마르크스주의(orthodox Marxism)는 카를 마르크스가 사망(1883년)한 이후, 1914년 제1차 세계대전 발발 때까지 제2인터내셔널에서 사회주의 운동의 공식적 철학이라고 받아들여진 사상체계다. 이 조류를 대표하는 이론가는 카를 카우츠키다.
카우츠키의 마르크스주의 견해는 20여년간 유럽 마르크스주의 운동을 지배했고, 제1차 세계대전 발발로 제2인터내셔널이 파탄나서 레닌주의가 대안적 “정통”으로 부상하기 전까지 카우츠키 노선은 사회주의 운동의 공식적 철학이었다. 이것을 주로 에두아르트 베른슈타인의 수정주의와 대비되는 맥락에서 “정통”이라고 칭한다. 정통마르크스주의는 고전마르크스주의에서 인식된 모호성과 모순점들을 명확히 함으로써 마르크스주의의 방법론과 이론을 단순화, 성문화, 체계화하는 것을 목표로 했다.
카우츠키의 정통마르크스주의는 마르크스의 역사적 유물론이 곧 역사의 법칙을 밝히고, 자본주의의 붕괴가 불가피함을 증명하는 과학이라고 주장했다. 이러한 결정론적 관점은 역사는 “서두를” 수 없는 것이며, 혁명적 변화가 일어나기 위해서는 노동계급과 그들의 정당은 물질적(경제적) 조건이 충족될 때까지 기다려야 한다는 대기주의를 내포했다. 그래서 카우츠키의 이론적 지도 하의 독일사회민주당은 자본주의가 객관적 내부모순에 의해 몰락할 때까지 노동자들의 구체적 삶을 개선하는 데 집중하겠다며 부르주아 대의민주주의에 참여하는 점진주의 전략을 채택했다.

## 같이 보기
- 고전마르크스주의
- 불가능주의
- 좌파공산주의
- 룩셈부르크주의
- 마르크스주의 경제학
- 마르크스-레닌주의
- 과학적 사회주의